# Честертаун (Њујорк)
Честертаун (енгл. Chestertown) насељено је место без административног статуса у америчкој савезној држави Њујорк.

## Демографија
По попису из 2010. године број становника је 677.
| Група             | 2000.    | 2010.       |
| Белци             | 0 (0,0%) | 635 (93,8%) |
| Афроамериканци    | 0 (0,0%) | 4 (0,6%)    |
| Азијати           | 0 (0,0%) | 1 (0,1%)    |
| Хиспаноамериканци | 0 (0,0%) | 30 (4,4%)   |
| Укупно            | 0        | 677         |